# بنزوفوران
بنزوفوران، والذي يعرف باسم كومارون، أو بنزو[بي]فيوران حلقة عضوية أروماتية غير متجانسة.